# 자주시로미
자주시로미(紫朱---, 학명: Empetrum eamesii 엠페트룸 에아메시이[*])는 진달래과의 상록 관목이다. 미국 북부와 캐나다에 분포한다.

## 종내 분류군
- E. eamesii subsp. atropurpureum (Fernald & Wiegand) D.Löve